# Сехуенкаска водна жаба
Сехуенкаските водни жаби (Telmatobius yuracare) са вид земноводни от семейство Telmatobiidae.
Срещат се в ограничен район в централната част на Боливия.
Таксонът е описан за пръв път от испанския зоолог Игнасио Хосе Де ла Рива през 1994 година.